# Ahmad Wahidi
Ahmad Wahidi, wł. Ahmad Szah Czeraghi (pers. ‏احمد وحیدی‎, ur. 27 czerwca 1958 w Szirazie) – irański wojskowy, oficer Korpusu Strażników Rewolucji Islamskiej, następnie minister obrony Iranu w latach 2009–2013. Od sierpnia 2021 r. minister spraw wewnętrznych Iranu.

## Życiorys
Ukończył studia licencjackie w zakresie elektroniki oraz magisterskie w zakresie inżynierii przemysłowej. W 1979 zaciągnął się do nowo utworzonego Korpusu Strażników Rewolucji Islamskiej. Dwa lata później komendant Korpusu Mohsen Rezaji mianował go zastępcą dowódcy wywiadu Korpusu oraz komendantem bazy Balal. Ahmad Wahidi brał udział w tworzeniu wywiadu KSRI, podzielonego na wydziały ds. Iraku, Półwyspu Arabskiego, pozostałych krajów arabskich, Libanu, Afganistanu, Afryki Północnej oraz wydziału operacji specjalnych. Następnie służył w elitarnej jednostce specjalnej Korpusu – siłach Ghods, które współtworzył. W 1984 tworzył irańskie Ministerstwo Wywiadu.
Być może od 1990 przez siedem lat dowodził siłami Ghods. W okresie, gdy Wahidi dowodził siłami Ghods, jednostka wspierała nieudane powstanie szyitów irackich przeciwko rządom Saddama Husajna w 1991, udzieliła pomocy bośniackim muzułmanom podczas wojny w Bośni. W 1994 siły Ghods, według argentyńskich prokuratorów, zorganizowały zamach na żydowskie centrum kulturalne w Buenos Aires. W związku z tym Interpol umieścił Ahmada Wahidiego na międzynarodowej liście poszukiwanych.
W 1997 nowy prezydent Iranu Mohammad Chatami mianował Wahidiego wiceministrem obrony Iranu, zaś jego stanowisko w siłach Ghods objął gen. Ghasem Solejmani. W 2005 kolejny prezydent Mahmud Ahmadineżad wyznaczył Wahidiego na pierwszego wiceministra obrony Iranu, zaś po uzyskaniu reelekcji na urząd prezydenta – na ministra obrony. Nominacja ta wywołała negatywne reakcje Argentyny i USA w związku z oskarżeniami pod adresem Wahidiego w sprawie organizacji zamachu w Buenos Aires. Po 1997 Wahidi obronił doktorat w zakresie studiów strategicznych.
Ahmad Wahidi utożsamia się z irańskimi konserwatystami. W 2013 nowy prezydent Iranu Hasan Rouhani mianował nowym ministrem obrony Iranu Hosejna Dehghana.
W sierpniu 2021 r. Wahidi wszedł do rządu tworzonego przez prezydenta Ebrahima Raisiego jako minister spraw wewnętrznych. 